# Felicia minima
Felicia minima là một loài thực vật có hoa trong họ Cúc. Loài này được (Hutch.) Grau mô tả khoa học đầu tiên năm 1973.